# Coral (protestantismo)

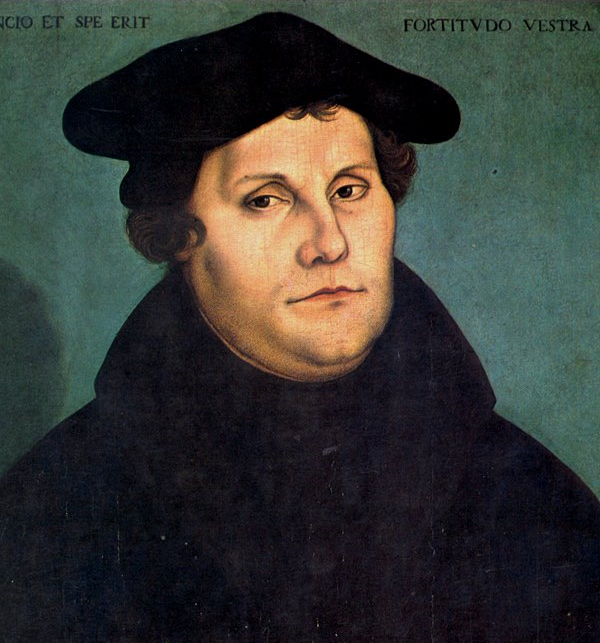
Martinho Lutero, criador do Coral

Coral é um canto litúrgico criado por Martinho Lutero, para ser cantado em coro pelos fiéis dos cultos protestantes. No sentido moderno, o termo inclui também o gênero musical desses hinos e as obras de caráter similar.
Os corais tendem a ter melodias simples e fáceis de cantar, pois eram, originalmente, destinados ao canto congregacional e não a um coro profissional. Normalmente, o texto é rimado e em forma estrófica (com a mesma melodia para diferentes versos). Dentro do verso, a maioria dos corais segue o padrão melódico AAB, conhecido como fórmula de compasso germânica.
Martinho Lutero argumentou que a liturgia deveria ser conduzida em alemão (que era a língua do povo) ao invés do Latim. Por isso, viu a necessidade de um repertório maior de novos corais. Ele mesmo compôs algumas melodias corais como "Castelo Forte é nosso Deus" (Ein feste Burg ist unser Gott). Para outros corais, usou melodias do canto gregoriano utilizadas na liturgia católica e as adaptou a um novo texto na língua alemã. Outro exemplo famoso é "Christ lag in Todesbanden", que é baseado na seqüência de Páscoa católica "Victimae Paschali Laudes".

## História
Os corais eram, a princípio, monofônicos (apenas melodia). Entretanto, próximo do ano de 1524, Johann Walter publicou um livro com esses corais, arranjados para quatro ou cinco vozes.
Hoje, muitos dos corais Luteranos são melodias familiares, ainda usadas como hinos nas igrejas protestantes, cantados em harmonia a quatro vozes. Freqüentemente, as harmonizações são extraídas de finais das cantatas de J. S. Bach, que, a propósito, não compôs nenhuma melodia coral original; ao contrário, baseou suas cantatas em melodias conhecidas de sua congregação, escritas por outros compositores.
O Coral "Mein Gmüth ist mir verwirret," composto por Hans Leo Hassler é empregado 5 vezes por Bach, com diferentes harmonizações, na Paixão segundo São Mateus". O texto mais conhecido é "O Haupt voll Blut und Wunden" ("Ó fronte ensangüentada", na versão portuguesa). 
As melodias dos corais sempre aparecem nos corais-prelúdio, peças geralmente para órgão, destinadas a serem tocadas imediatamente antes dos corais no culto. Um coral-prelúdio inclui a melodia do coral, e adiciona outras linhas contrapontuais. Um dos primeiros compositores a escrever corais-prelúdio foi Dieterich Buxtehude. Muitos corais-prelúdio de Bach são os exemplos mais conhecidos dessa forma musical. Outros compositores posteriores de corais-prelúdio são Johannes Brahms e Max Reger.
Derivados de sua concepção da música destinada à liturgia e dos corais-prelúdio de Bach, as sinfonias, missas e motetos de Anton Bruckner fazem uso freqüente do coral como uma ferramenta composicional, sempre em contraste e em combinação com a fuga.
Os corais têm sido assunto de muitos tratamentos musicais diferentes, a maioria, do barroco germânico. 
A palavra "Coral", na acepção de grupo de cantores, é comumente usada como sinônimo de coro.